# Zabu
Zabu es un tigre de sable ficticio del Pleistoceno que aparece en los cómics estadounidenses publicados por Marvel Comics. Zabu está relacionado principalmente con la Tierra Salvaje, los X-Men, y más recientemente los Vengadores (a través de las "Mascotas Vengadores"). Él es el último gato vivo conocido del Pleistoceno Smilodon y es un compañero y aliado de Ka-Zar.
En una versión anterior fue conocido simplemente como Zar, en la versión pulp de Ka-Zar el Salvaje, que aparece en revista.

## Historial de publicaciones
Apareció por primera vez en X-Men # 10 (marzo de 1965), creado por Stan Lee y Jack Kirby. Zabu actuó en la serie Pet Avengers.

## Biografía ficticia
Zabu nació en la Tierra Salvaje. Cuando todavía era un cachorro, su madre y sus hermanos fueron asesinados por cazadores humanos. Vagó solo por la Tierra Salvaje, aprendiendo por sí mismo cómo sobrevivir a medida que crecía hasta la edad adulta. Su compañero estaba entre los Smilodons asesinados por una tribu de Hombres-Simio liderada por Maa-Gor. Zabu se encontró con un niño llamado Kevin Plunder cuando estaba a punto de ser atacado por un grupo de humanos nativos de la Tierra Salvaje. Zabu salvó a Kevin, y los dos se hicieron compañeros. Zabu protegido al niño a medida que crecía a la edad adulta, y, finalmente, tomó el nombre de Ka-Zar, que significa "hijo de tigre". Zabu consiguió una inteligencia casi humana debido a la exposición de nieblas radioactivas.
Zabu ayuda a Ka-Zar a combatir a muchos enemigos. Por ejemplo, en Ka-Zar: Lord of the Hidden Jungle # 3 se enfrentan a "El Tigre" y a "Hombre-Dios". En esta batalla, resultó que El Tigre controló mentalmente a Zabu por un tiempo, lo que le llevó a atacar a Ka-Zar. El Tigre perdió el control antes de que ocurriesen heridas graves. La asistencia de Bobbi Morse fue vital en el rescate de la mente de Zabu. Más tarde, Zabu estuvo involucrado con uno de los enfrentamientos anteriores con el demoníaco Belasco. Esto implica la aparente muerte de un buen amigo, "Dherk". El equipo de Zabu conoció a los X-Men para erradicar a los villanos en la Tierra Salvaje.
La familia de Zabu crece por dos, cuando Ka-Zar se casa con Shanna la Diablesa y después tiene un hijo llamado Matthew. Zabu se hace amigo de los nativos de la Tierra Salvaje, Zira, que se convierte en la niñera de Matthew. También ayuda cuando Gregor, un cazador, secuestra a Matthew.

### Nueva York, Nueva York
Zabu dejó la Tierra Salvaje al menos en un caso, para aventurarse en la ciudad de Nueva York con Ka-Zar durante sus dificultades matrimoniales. Su amo estaba teniendo dificultades para controlar la adicción a fuera de la tecnología. Zabu tuvo muchas aventuras en la ciudad de Nueva York; asistió a Ka-Zar y Shanna contra Parnival Plunderer, que quiso matarlos a todos. Como Kevin intenta limpiar de Nueva York explotaciones, Zabu se ve obligado a actuar como un ojo de tigre que ve. Su maestro había sido cegado y ensordecido en un tiroteo subterráneo, enmarcado por ella y perseguido temporalmente por la policía y Punisher. Durante este, Zabu practica su salto, ya que continúa a chuparlos, causando daños a la propiedad.

### The Amazing Spider-Man
En Spider-Man, su familia fue disparada en la edición de seis, la historia de secundaria es aproximadamente, Zabu tiene problemas emocionales, sabiendo que no tiene familia a la izquierda. Ka-Zar pidió a Peter que ayude a Zabu, mientras asiste a una cumbre mundial sobre el calentamiento global. Más tarde con Peter, su Tía May (totalmente inconsciente), Zabu se esconde en el garaje, porque después, Ben fue asesinado, ella trata de mantenerse alejada de allí) le dijo a Peter que se trata de cómo se sentía, sabiendo que ha sobrevivido a sus amigos, marido y parientes. Peter utiliza este vínculo con Zabu. Peter toma a Zabu y lo lleva a un museo para interactuar con los tigres dientes de sable falsos en pantalla, y casi son capturados por un guardia. Peter le dijo a Zabu para tirar de una maniobra "Calvin y Hobbes", a la que interpretó como si fuera un animal de peluche, dejando a Peter sorprendido por la inteligencia de Zabu. Después, Zabu se sintió mejor y Ka-Zar lo recogió de Spider-Man. Zabu y Ka-Zar regresaron, al parecer un mes más tarde, y se asoció con Spidey para luchar contra Saurón. Zabu saltó sobre Peter / Spider-Man y parecía estar abrazándolo; Ka-Zar dijo que esto era una señal de que él era parte de la familia de Zabu, y que él no había visto a Zabu hacer esto, desde hace bastante tiempo.
Alrededor de este tiempo, dino-humanoides hiper-evolucionado trataron de conquistar toda la Tierra Salvaje. Zabu combatió en una célula de resistencia con una serie de habitantes, obstaculizada por el hecho de que Ka-Zar está unido físicamente a las fuerzas controladas por el malvado Brainchild. Al final, involucrado con los X-Men, se hacen amigos con los humanoides.

### Los Vengadores
Zabu es parte del ejército de la resistencia cuando la Tierra Salvaje es atacada por Skrulls para robar recursos disfrazados de agentes de S.H.I.E.L.D.. Una serie de Vengadores ayudaron a repeler de esta invasión, sin darse cuenta de la participación Skrull. Durante la Invasión Secreta, Zabu estaba presente cuando la nave Skrull aterrizó en la Tierra Salvaje. Ayudó a Shanna y a Ka-Zar a luchar contra los Skrulls, matando al Skrull que fingía ser Jessica Jones. En asuntos en este punto flashback, Zabu ayudando a su familia en la lucha contra los impostores asesinos de S.H.I.E.L.D.
Zabu se unió a otros compinches animales para formar los Vengadores para mascotas. Mentalmente vinculados entre sí por una de las Gemas del Infinito, se unieron para luchar contra Thanos. Las gemas se destacaron por aumentar la inteligencia de los animales. El vínculo mental también incluye al perro del presidente Obama, Bo, miembro honorario del equipo. Durante la serie, Zabu sobrevive a un enfrentamiento con Dinosaurio Diablo y es tragado por el monstruo Giganto. En otro incidente, Zabu y sus compañeros Mascotas Vengadores viajan a China para enfrentarse a un pequeño grupo de antiguos dragones. Este incidente los lleva a luchar contra los Vengadores humanos. La confrontación termina bien, lo que le da a Zabu y a los demás su propio hogar lejos del hogar en los terrenos de la Mansión de los Vengadores.
Zabu se involucra en la lucha cuando una infestación zombi, causada por la infección versión de realidad alternativa de Deadpool, llega a su tierra natal.
Zabu y las Mascotas Vengadores en involucrarse en una lucha de poder en la tierra de Asgard; esta situación podría llevar al fin de toda la realidad.
Zabu y Ka-Zar luego trabajaron para los Vengadores como parte de los 'Agentes de Wakanda'. El hijo de Ka-Zar, Matthew, ha madurado lo suficiente como para unirse a la familia en defensa de la Tierra Salvaje.

## Poderes y habilidades
Zabu posee las habilidades naturales asociadas con la especie de tigre dientes de sable. El personaje tiene garras y dientes afilados como navajas, sentido del olfato agudizado, oído notable, dos dientes de sable, visión nocturna. Zabu también envejece a un ritmo lento. El personaje se desarrolló cerca de la inteligencia humana debido a una mutación causada por nieblas radiactivas.

## Otras versiones

### House of M
En la Casa de M realidad, Zabu apareció como una imagen en un artículo del Daily Bugle sobre Ka-Zar y su búsqueda de asilo en los Estados Unidos.

### Marvel Zombies
Zabu y Ka-Zar se ven infectados con el virus zombi, se comen a Barbarus y otros habitantes súper poderosos de la Tierra Salvaje.

### Ultimate Marvel
En esta realidad, Zabu es en realidad un tigre dientes de sable en lugar de mirar como un tradicional smilodon, como se mira en el principal universo Marvel. Flashbacks revelan que Zabu, Shanna y Ka-Zar han estado juntos desde la infancia.

## En otros medios

### Televisión
- Zabu apareció en Las nuevas aventuras de Spider-Man (1981), episodio "El cazador y el cazado." J. Jonah Jameson contrató a Kraven el Cazador de capturar a Zabu, para que pudiera ser la mascota del Daily Bugle, a pesar de las objeciones de Robbie Robertson y Betty Brant. Ka-Zar viajó a Manhattan para rescatar a Zabu. Cuando se rompió la cadena de la grúa del aeropuerto que sostenía la jaula de Zabu se rompió, Zabu se soltó y Spider-Man intentó someter a Zabu solo por una alergia a esmilodontes en patada. Spider-Man se las arregló para atrapar a Zabu en sus redes. Kraven después utilizó a Zabu como cebo cuando trató de cazar a Ka-Zar. Cuando Ka-Zar terminó enredado en las vides de Kraven, se las arregló para hacer pivotar a la jaula del Zabu y liberarlo. Él y Ka-Zar logran engañar a Kraven en una de sus jaulas. Después, Kraven fue entregado a la policía, Ka-Zar y Zabu regresaron a la Tierra Salvaje.

- Zabu apareció en la década de 1990 X-Men: The Animated Series episodio "Reuniones".[25] Luchó junto a Ka-Zar contra Sauron, y para el retorno seguro de Shanna la Diablesa, quien fue capturada por Sauron. En "Tierra Salvaje, Savage Heart", Zabu ayudó a Ka-Zar, Shanna, y los X-Men a combatir a Sauron y Zaladine.

- Zabu aparece en The Super Hero Squad Show en el episodio "Extraños desde una tierra salvaje", con sus efectos vocales proporcionados por Steven Blum.[26] Un científico había capturado a Zabu para ayudar a probar la existencia de la Tierra Salvaje. Alrededor del cuello de Zabu era una estrella de cuarzo que unir y fusionar cualquier metal en presencia de Vibranium. Doctor Doom envió a Batroc el saltador, Sabretooth, Thunderball, y Toad para romper Zabu fuera de la ciudad Zoo de superhéroes. El Escuadrón de Superhéroes lucharon contra los villanos en la cima de una obra de construcción donde Zabu fue asistido Ka-Zar y atacando a Batroc el saltador y Sabretooth. Después de Doctor Doom fue derrotado, él y Ka-Zar volvieron a la Tierra Salvaje. En el episodio "Alboroto en la parte inferior del Mundial," Ka-Zar y Zabu ayudan al Capitán América a luchar contra el Baron Strucker y HYDRA cuando se dirigen a una base de S.H.I.E.L.D. en la Tierra Salvaje.

- Zabu aparece en la tercera temporada de Ultimate Spider-Man:[27]
  - En el episodio 7, "El Hombre Araña Salvaje". Él es capturado por el Supervisor y Kraven el Cazador a Nueva York. Ka-Zar se alía con Spider-Man y Wolverine para salvarlo antes de Kraven pueda realizar un ritual para convertirse en inmortal sacrificando a Zabu en un momento determinado. Zabu es finalmente salvado por Spider-Man. Zabu y Ka-Zar más tarde se convierten en miembros de los Nuevos Guerreros.
  - En el episodio 8, "Los Nuevos Guerreros". Zabu y Ka-Zar ayudan a otros héroes para detener una fuga de la prisión del Tri-Carrier de S.H.I.E.L.D.
  - En el episodio 15, "Academia S.H.I.E.L.D.", aparece con Ka-Zar y su equipo cuando van al Triskelion para mejorar su entrenamiento como héroes.
  - En el episodio 19, "En busca de burritos", aparece al final cuando Spider-Man les da burritos de desayuno.
  - En el episodio 21, "El Ataque de los Synthezoides", es sustituido por los synthezoides de Arnim Zola.
  - En el episodio 22, "La Venganza de Arnim Zola" es rescatado por Spider-Man, el Agente Venom y Rhino.
  - En el episodio 26, "Concurso de Campeones, parte 4", se lo ve como cameo junto a sus compañeros héroes, también con los Vengadores y los Agentes de S.M.A.S.H., al ser liberados.

- En Hulk and the Agents of S.M.A.S.H., episodio "Tierra Salvaje", Zabu hace un cameo como uno de los habitantes de la Tierra Salvaje.

### Videojuegos
- Zabu hace un cameo en Marvel vs Capcom 3 en final de Amaterasu.
- Zabu es un personaje de Marvel: Avengers Alliance, reclutable en Operaciones Especiales 21 junto a Ka-Zar.
- Zabu aparece en el juego de cartas coleccionables digital Marvel Snap.[28][29]

### Figuras
- En 1997 "X-Men: Savage Land" de Toy Biz tenían Ka-Zar y Zabu en un solo paquete.
- Escultor Mark Newman hizo un alto Ka-Zar y Zabu estatua de 7 pulgadas.
- En el juego de miniaturas coleccionables Heroclix Zabu se ofrece en el dúo-figura de Ka-Zar en el conjunto de expansión del increíble Hulk.